# Азиаго (хоккейный клуб)
Хоккейный клуб «Азиаго» (итал. Hockey Club Asiago) — хоккейный клуб из города Азиаго (Италия). Основан в 1935 году по инициативе Эдуардо Карли. Выступает в Серии А. Домашние матчи проводит на «Стадио Одегар».

## Достижения
- Серия А: (2000—01, 2009—10, 2011-12, 2012-13)
- Кубок Италии (1990—91, 2000—01, 2001—02)
- Суперкубок Италии (2003, 2013)